# Bisdom Autun

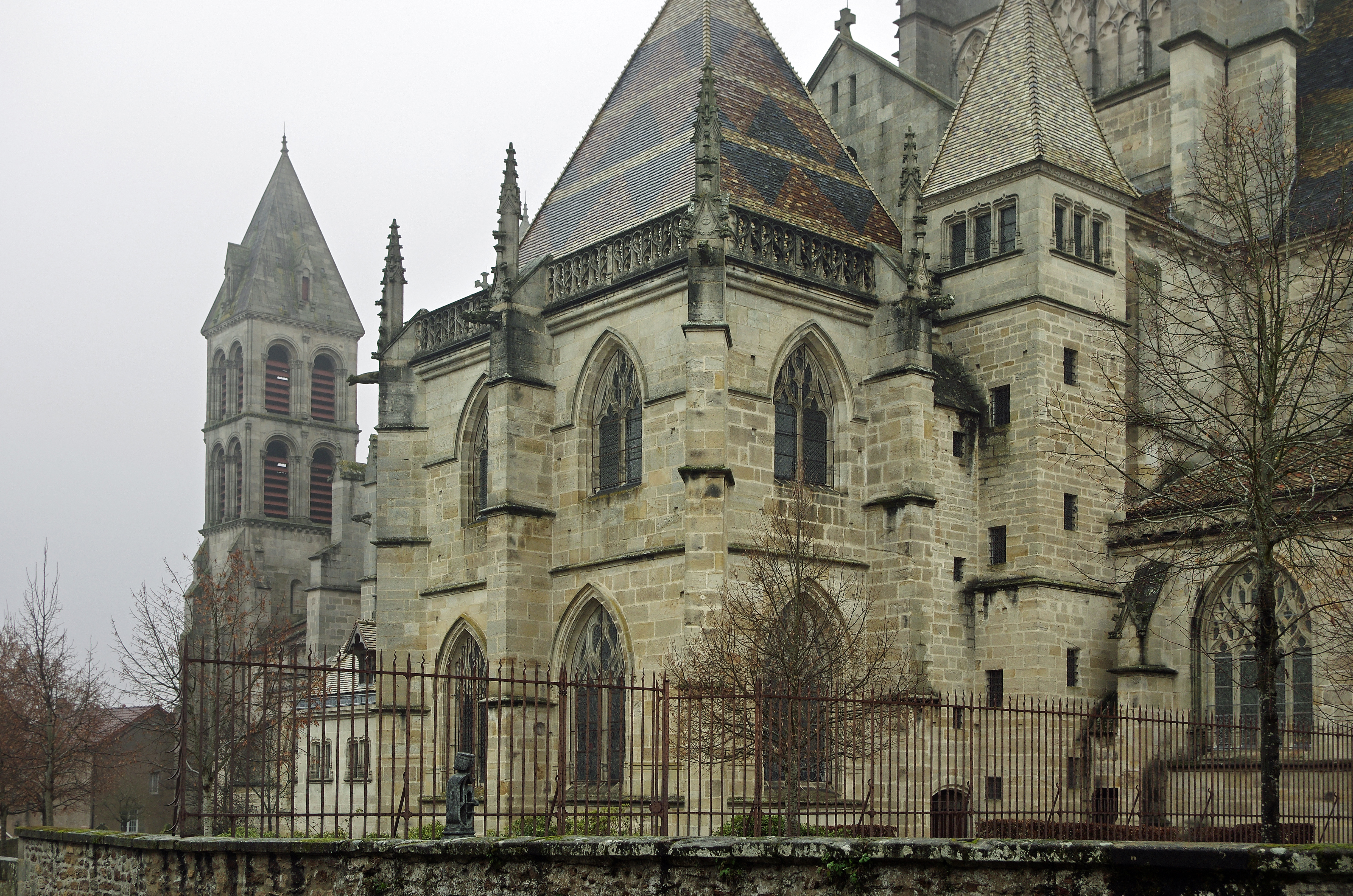
Kathedraal van Autun, bisschopszetel

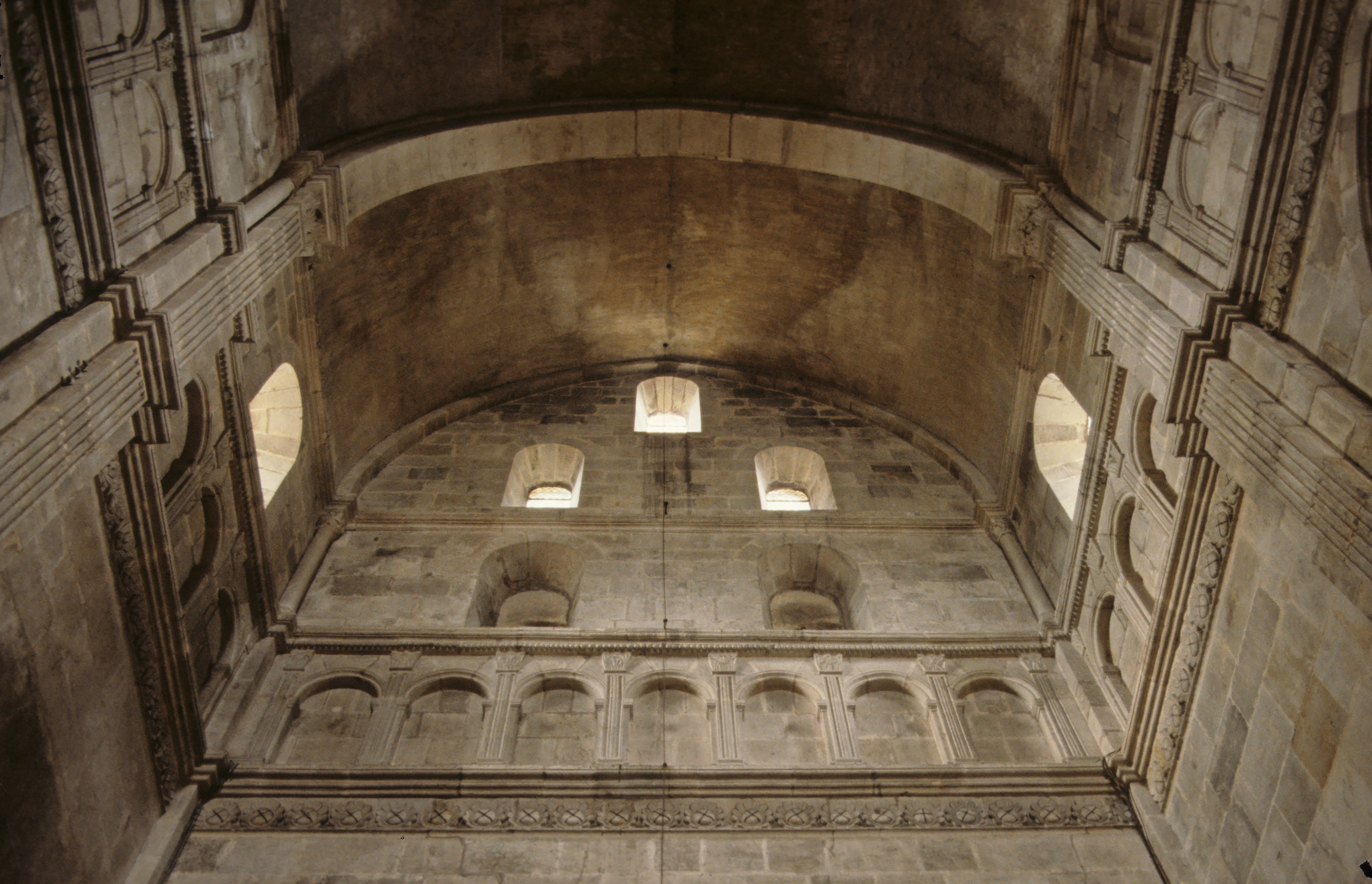
Gewelf van de kathedraal van Autun

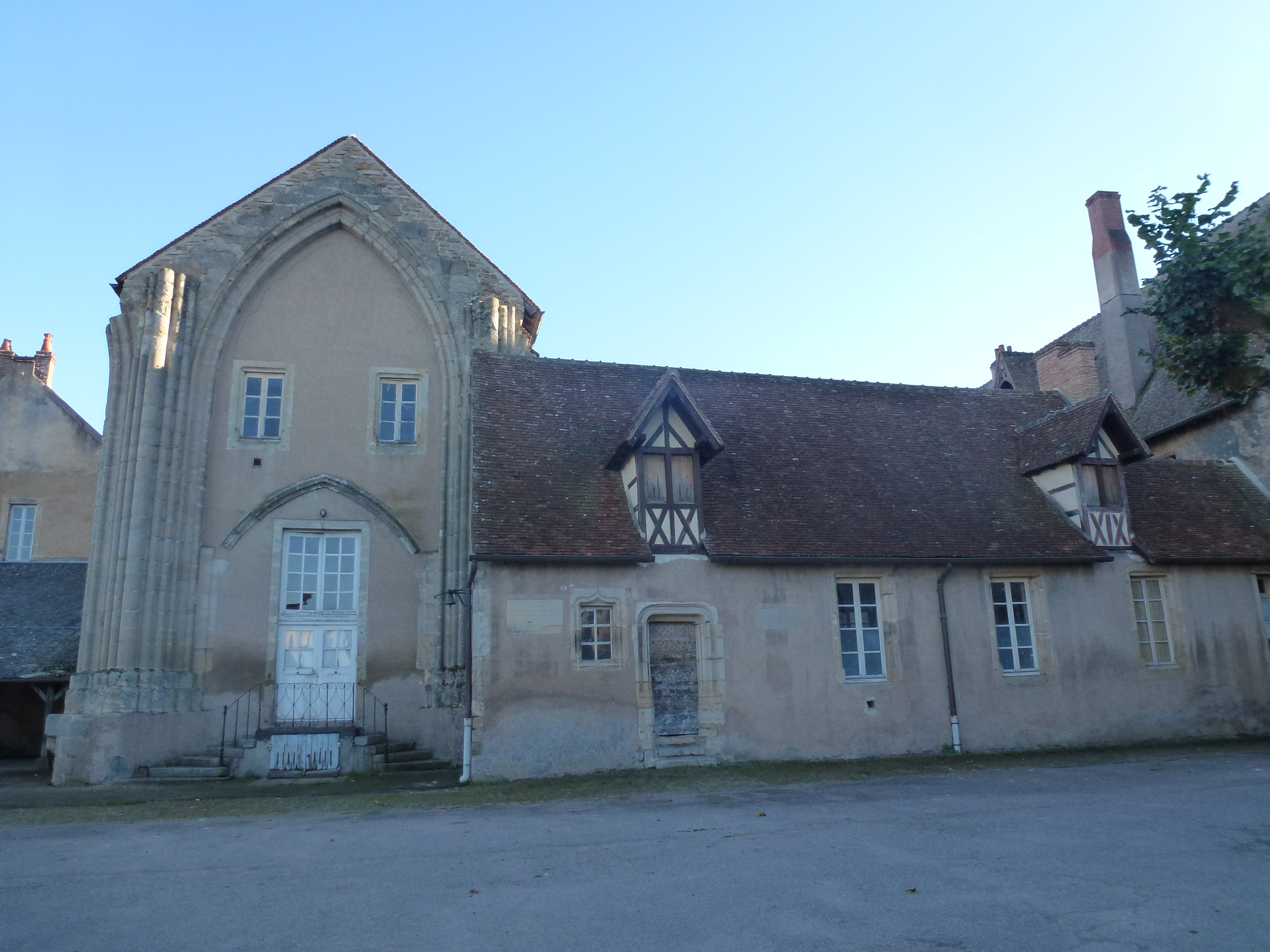
Kanunnikenhuis naast de kathedraal

Het bisdom Autun  (Latijn: Dioecesis Augustodunensis (–Cabillonensis–Matisconensis–Cluniacensis); Frans: Diocèse d'Autun (–Chalon-sur-Saône–Mâcon–Cluny)) is een rooms-katholiek bisdom in Frankrijk, met als bisschopszetel de stad Autun in Bourgondië.  Het grondgebied beslaat zowat dat van het departement Saône-et-Loire. Het bisdom bestaat al meer dan 1.500 jaar.

## Naam
De volledige naam van het bisdom is bisdom Autun-Châlon-sur-Saône-Mâcon-Cluny. De Latijnse naam is Dioecesis Augustodunensis-Cabillonensis-Matisconensis-Cluniacensis. Châlon et Mâcon waren voormalige bisdommen die gefusioneerd zijn met Autun, met het Concordaat van 1801. Soms draagt het bisdom de naam Diocesis Aeduensis, genoemd naar de Aedui in wier gebied de Romeinse stad Autun opgericht was.
Sinds 1962 draagt de bisschop van Autun de ere-titel van abt van Cluny, als herinnering aan de orde van Cluny in Bourgondië en ver daarbuiten.

## Historiek
De eerste christenen arriveerden in het Romeinse Autun, fort van Augustus, in de 2e eeuw. Het ging om de heiligen Marcellus en Valerianus. Zij werden terechtgesteld in het jaar 179. Van een bisdom Autun was nog geen sprake, alhoewel dit verkeerdelijk zo wordt beschreven. De stichting van het bisdom Autun vond plaats in de 4e eeuw, ten tijde van het bestuur van keizer Constantijn de Grote. Met het Edict van Milaan werd het christendom vrij, wat talrijke bisdommen deed ontstaan in het Romeinse Rijk. Er verschenen zo bisdommen in Autun, Châlon-sur-Sâone en Tournus (Gallia Lugdunensis). Kerken bestonden enkel in de steden in het Romeins district van de Aedui; op het platteland waren er geen kerken. De aansturing gebeurde vanuit het aartsbisdom Lyon, gelegen stroomafwaarts de Saône. De eerste parochies kwamen er pas in de 6e eeuw.
De eerste bisschop van Autun met die naam was Rheticius van Autun (4e eeuw).
Autun was samen met het bisdom Langres, een van de weinige bisdommen in het noordelijk deel van het koninkrijk der Bourgondiërs. In de 5e eeuw scheurde het bisdom Chalon-sur-Saône zich af van het bisdom Autun. In de 6e eeuw scheurde het bisdom Mâcon zich af. In 725 verwoestten Saracenen de stad; zij waren vanuit de Rhône, de Saône opgevaren. In 888 deden de Noormannen hetzelfde.
Geheel de middeleeuwen was Autun een belangrijk bisdom voor het hertogdom Bourgondië, want zij had de Bourgondische steden Autun, Beaune, Avallon en het district Auxois. De stad bouwde 2 kathedralen, de kathedraal van Saint-Nazaire, nooit afgewerkt en ingestort in de 17e eeuw, en de kathedraal van Saint-Lazare. Deze laatste bestaat vandaag nog. In de middeleeuwen gingen de kerkdiensten afwisselend in elk van de kathedralen door. Autun zag hoe de stad Dijon een opmars kende dankzij de hertogen van Bourgondië die er resideerden; dit culmineerde in het jaar 1731 met de oprichting van het bisdom Dijon, later aartsbisdom Dijon (2002). Met het Concordaat van 1801 fusioneerde het bisdom Autun met stukken van andere bisdommen, na de kerkelijke chaos van de Franse Revolutie. Zo kreeg Autun delen van de bisdommen Mâcon (afgeschaft), Moulins, Nevers, Châlon-sur-Saône (afgeschaft) en Bethlehem in Clamecy (afgeschaft). Ze verloor een stuk aan het bisdom Dijon. Autun gaf opnieuw stukken af in 1817 en 1822 aan de bisdommen Moulins en Nevers. Deze operatie had als doel het grondgebied in te korten tot dat van het Frans departement Saône-et-Loire.
Vanaf 1853 mochten de bisschoppen van Autun zich tevens bisschop van Châlon-sur-Saône en van Mâcon in Bourgondië noemen, als herinnering aan de fusie van 1801.

## Kerkprovincie
In de meer dan 1.500 jaren geschiedenis wisselde Autun van kerkprovincie.  Zo was zij suffragaanbisdom van het aartsbisdom Lyon (4e eeuw – 1801), het aartsbisdom Besançon (1801-1822), het aartsbisdom Lyon opnieuw (1822-2002) en het aartsbisdom Dijon (sinds 2002).

## Kathedralen
De ruïne van de kathedraal van Saint-Nazaire in Autun werd afgebroken in de 18e eeuw; de kathedraal van Saint-Lazare in Autun is de enige kathedraal van het bisdom.  Daarnaast bevat zij de voormalige kathedraal Vieux-Saint-Vincent in Mâcon en Saint-Vincent in Chalon-sur-Saône. Beide kathedralen waren genoemd naar de heilige Vincentius van Zaragoza.

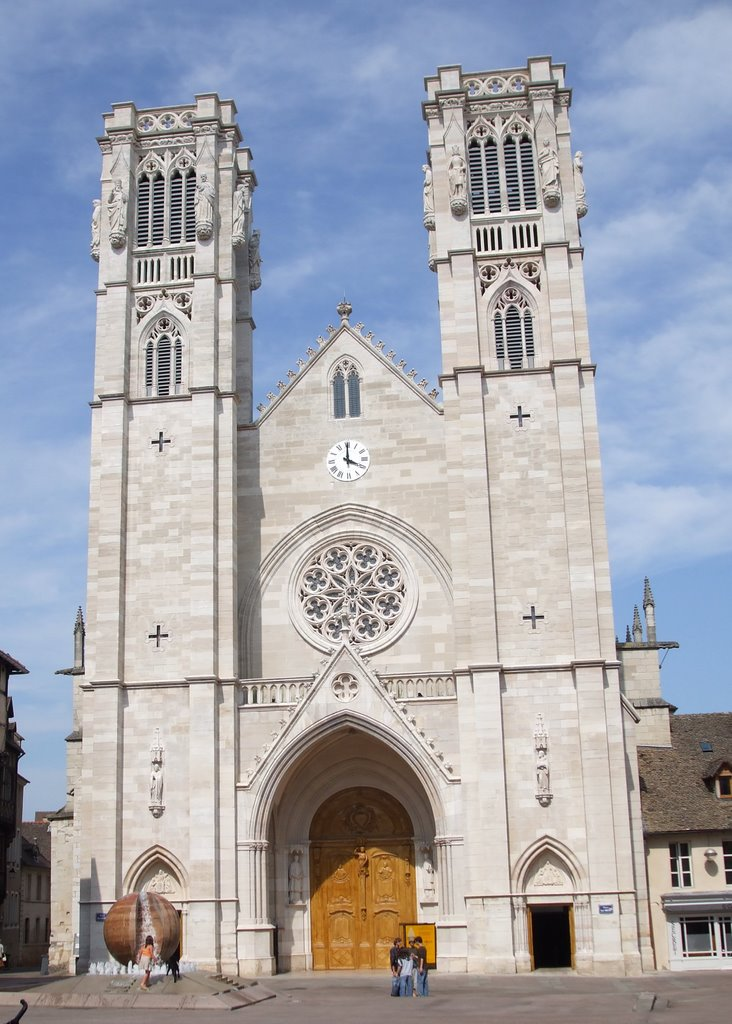
Voormalige kathedraal van Saint-Vincent in Chalon-sur-Saône
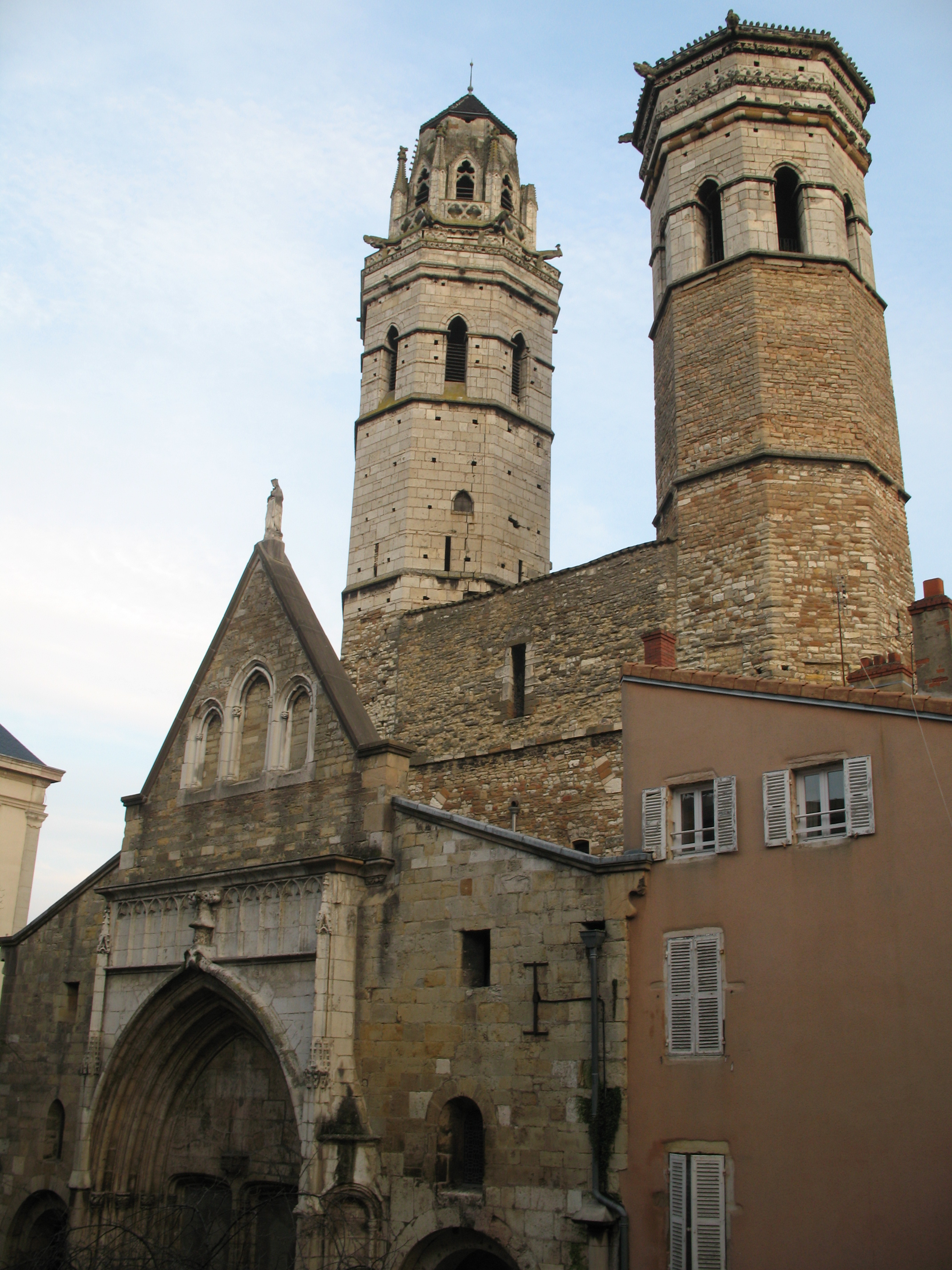
Voormalige kathedraal Vieux-Saint-Vincent in Mâcon

## Enkele bisschoppen
- Rheticius van Autun, 4e eeuw, stichter van het bisdom Autun
- Leodegarius, 7e eeuw
- Guillaume d'Auxonne, 14e eeuw
- Jean Balue, 15e eeuw
- Gabriel de Roquette, 17e eeuw
- Antoine-François de Bliterswyck de Montcley, 18e eeuw
- Charles-Maurice de Talleyrand, 18e eeuw, later Frans diplomaat